# 상황실 (사진)

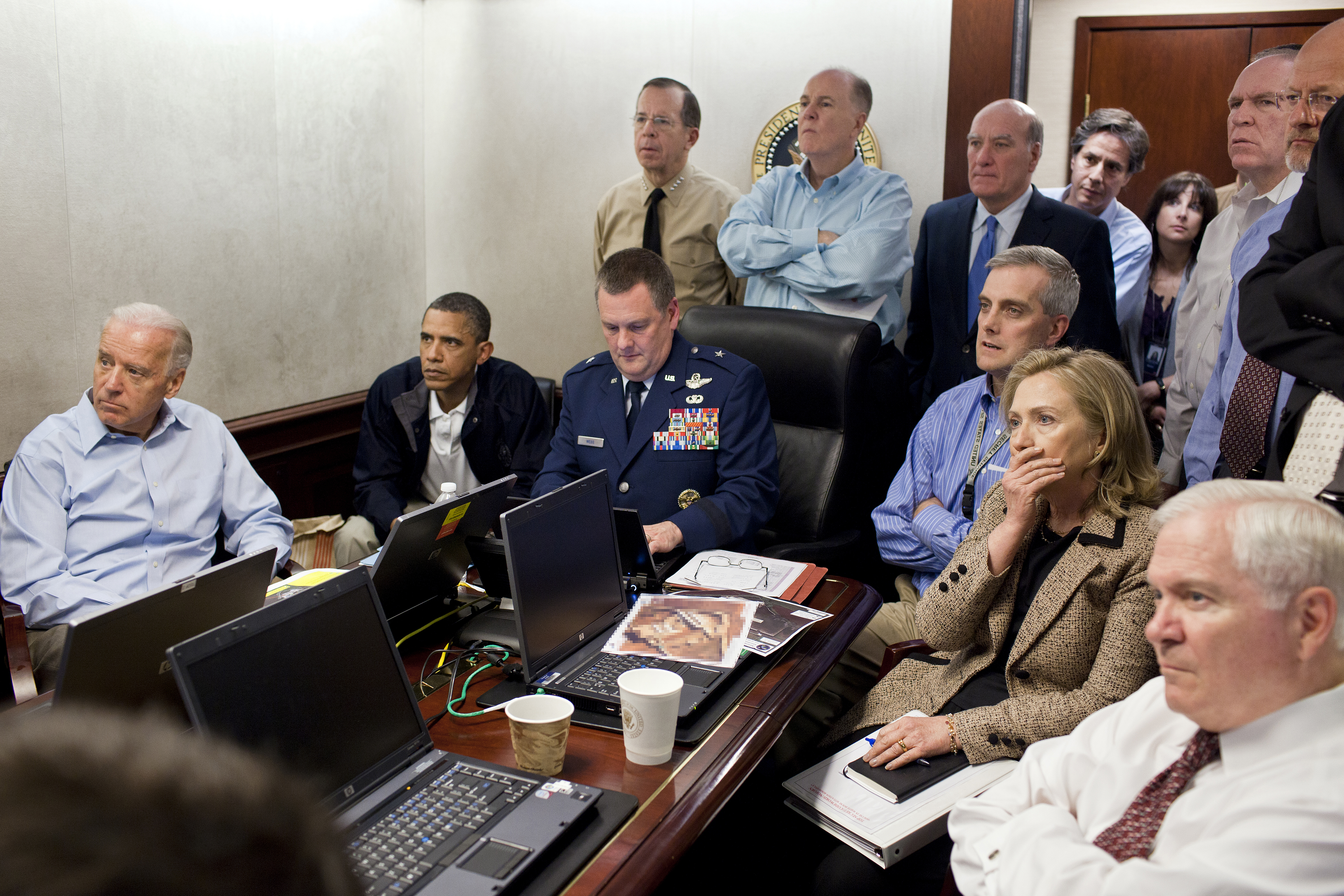

《상황실》(Situation Room)은 2011년 5월 1일 오후 4시 5분경 미국 백악관 공식 사진사인 피트 수자(Pete Souza)가 촬영한 사진이다. 이 사진은 미국 대통령 버락 오바마와 그의 국가 안보 담당 보좌진들이 백악관 상황실에 모여앉아 파키스탄 아보타바드에서 벌어진 넵튠 스피어 작전의 실시간 보고를 받고 있는 모습을 보여준다.
사진은 미국 동부 표준시로 오후 4시 5분, 아프가니스탄 기준으로 (UTC+04:30) 오전 12시 35분경에 촬영되었다.

## 인물
사진에 촬영된 인물은 왼쪽부터 다음과 같다.
앉은 사람
1. 조 바이든, 미국 부통령
2. 버락 오바마, 미국 대통령
3. 마셜 B. 웹 미국 공군 준장, 합동특수작전사령부 부사령관
4. 데니스 맥도너, 국가안보 부보좌관
5. 힐러리 클린턴, 국무장관
6. 로버트 게이츠, 국방장관

서 있는 사람
1. 마이클 멀린 미국 해군 대장, 합참의장
2. 톰 도닐런, 대통령 국가안보보좌관
3. 윌리엄 데일리, 대통령 비서실장
4. 앤터니 블링컨, 부통령 국가안보보좌관
5. 오드리 토마슨, 국가안전보장회의 대테러국장
6. 신원 불명 (어깨만 보임)
7. 존 브레넌, 대통령 국토안보 및 대테러 보좌관
8. 제임스 클래퍼, 국가정보장
9. 신원 불명. 얼굴이 촬영되지는 않았으나 중앙정보국의 분석가로 알려져 있다.[2]